# デュレックス
Durex（デュレックス）は、イギリスを中心としたコンドームのための商標である。コンドームの世界市場の約四分の一を占める。

## 歴史
- 1915年 - イギリスに本社を置くロンドンインターナショナルグループ（英語版）から発売される。
- 1999年 - ロンドンインターナショナルグループがSSLインターナショナル（英語版）と合併した。
- 2010年 - SSLインターナショナルからコンドームのブランド「デュレックス」の事業をレキットベンキーザー (Reckitt Benckiser plc) に買収。